# Xã Buena Vista, Quận Schuyler, Illinois
Xã Buena Vista (tiếng Anh: Buena Vista Township) là một xã thuộc quận Schuyler, tiểu bang Illinois, Hoa Kỳ. Năm 2010, dân số của xã này là 1.849 người.